# 330

## Догађаји
- 11. мај — Римски цар Константин I Велики инаугурисао Нови Рим на месту некадашње грчке колоније Византа.

- Готи разарају град Танаис, у делти реке Дон.
- Езана, краљ Аксума, проширује своју контролу на запад. Побеђује Нобате и уништава краљевство Мерое.
- Фрументије је први епископ Етиопије.
- Јевстатије Антиохијски, патријарх Антиохије, протеран је у Трајанопољ.
- Вулфила је превео Библију на готски језик.
- Пагански храмови почињу да се прогресивно напуштају, уништавају или остављају да пропадају, осим оних који су претворени у цркве.

## Смрти
- Википедија:Непознат датум — Свети Ахил - хришћански светитељ и епископ лариски.